# 탄산음료
탄산 음료(炭酸飮料; carbonated drink)는 이산화 탄소를 넣어 만든 청량 음료이다. 이산화탄소를 넣어 만든 음료이기 때문에 마시면 트림이 평소보다 많이 나온다.
탄산가스가 들어 있어 맛이 산뜻하고 시원하다. 사람들이 즐겨 마시는 것으로 콜라·사이다·레몬소다·레몬스쿼시·진저에일 등이 있다. 탄산음료를 너무 많이 마시면 비만의 위험이 있다.

## 역사
탄산수를 비슷하게 만들려고 시도한 것이였는데 워낙 맛이 좋아서 판매하게 된 것이다.

## 같이 보기
- 탄산수
- 사이다
- 콜라